# Lovecká sezona

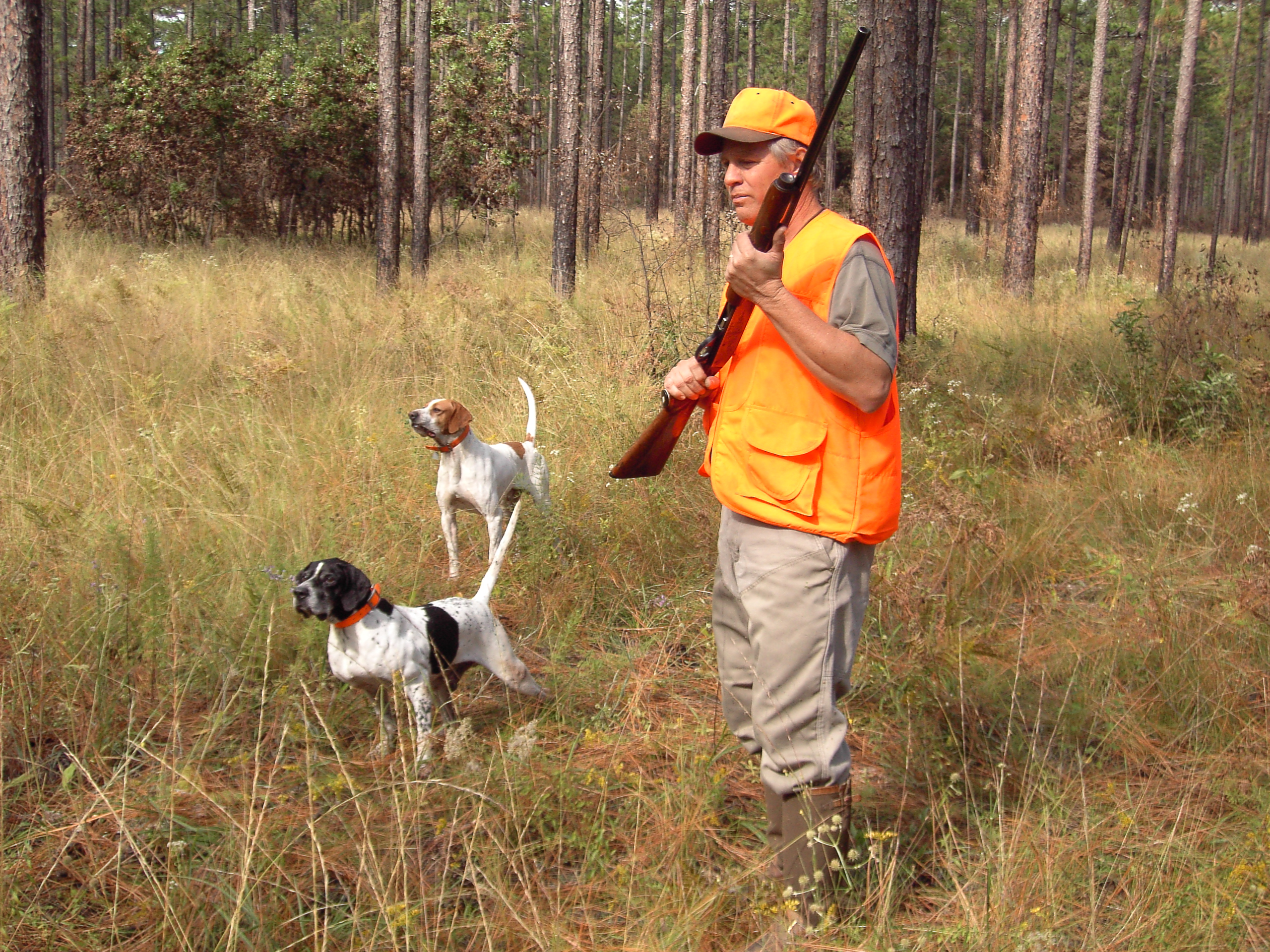
lovec křepelek se svými psy

Lovecká sezona neboli lovná sezona je období (sezona), kdy je možné legálně lovit vybrané druhy živočichů a tak regulovat stavy zvěře a ryb, které jsou v jiných obdobích roku hájené. Ve většině vyspělých zemí je toto období stanoveno v zákonem. Lovecká sezona se vymezuje tak, aby odpovídala životním podmínkám konkrétního druhu.

## Historie
Doby hájení a lovu určovaly také
- vyhláška č. 4/1967 Sb., o hájení a o době, způsobu a podmínkách lovu některých druhů zvěře,
- vyhláška č. 59/1967 Sb., kterou se vydávaly prováděcí předpisy k zákonu o myslivosti.

## Doby lovu v Česku
Vyhláška 197/2004 Sb., k provedení zákona o rybářství, určuje doby hájení ryb v rybářském revíru.
Dobu a podmínky lovu zvěře vymezuje zákon o myslivosti.
Podle Vyhlášky č. 245 Ministerstva zemědělství o době lovu jednotlivých druhů zvěře a o bližších podmínkách lovu zvěře jsou doby lovu následující
| Druh zvěře:      | Zvěř srstnatá                               |
| Rozmezí          | Lovená zvěř                                 |
| ---------------- | ------------------------------------------- |
| 1. 8. – 15. 1.   | jelen, laň a kolouch jelena lesního         |
| 16. 8. – 31. 12. | jelen, laň a kolouch jelena siky Dybovského |
| 1. 8. – 15. 1.   | jelen, laň a kolouch jelena siky japonského |
| 16. 8. – 31. 12. | daněk evropský, daněla, daňče               |
| 1. 9. – 31. 12.  | jelen, laň a kolouch jelence běloocasého    |
| 1. 5. – 30. 9.   | srnec obecný                                |
| 1. 9. – 31. 12.  | srna, srnče                                 |
| 1. 8. – 31. 12.  | muflon, muflonka, muflonče                  |
| 1. 8. – 31. 12.  | kňour a bachyně prasete divokého            |
| 1. 1. – 31. 12.  | sele a lončák prasete divokého              |
| 1. 9. – 31. 12.  | kozel, koza a kůzle kozy bezoárové          |
| 1. 10. – 30. 11. | kamzík horský, kamzice, kamzíče             |
| 1. 11. – 31. 12. | zajíc polní                                 |
| 1. 1. – 31. 1.   | zajíc polní (jen odchytem)                  |
| 1. 9. – 31. 12.  | zajíc polní (jen loveckými dravci)          |
| 1. 11. – 31. 12. | králík divoký                               |
| 1. 10. – 30. 11. | jezevec lesní                               |
| 1. 1. – 31. 12.  | liška obecná                                |
| 1. 11. – 28. 2.  | kuna lesní a skalní                         |
| 1. 11. – 29. 2.  | ondatra pižmová                             |

| Druh zvěře:       | Zvěř pernatá                                                   |
| Rozmezí           | Lovená zvěř                                                    |
| ----------------- | -------------------------------------------------------------- |
| 16. 10. – 31. 12. | bažant obecný – kohout                                         |
| 16. 10. – 31. 1.  | bažant obecný – kohout i slepice jen v bažantnicích            |
| 1. 1. – 31. 3.    | bažant obecný – kohout i slepice (jen odchytem)                |
| 1. 2. – 31. 3.    | bažant obecný – kohout i slepice (jen odchytem v bažantnicích) |
| 1. 9. – 31. 12.   | bažant obecný – kohout i slepice (jen loveckými dravci)        |
| 16. 10. – 15. 3.  | bažant královský – kohout                                      |
| 16. 10. – 31. 12. | bažant královský – slepice jen v bažantnicích                  |
| 15. 3. – 15. 4.   | krocan divoký – kohout                                         |
| 1. 10. – 31. 12.  | krocan divoký a krůta                                          |
| 16. 8. – 15. 1.   | husa polní, velká, běločelá                                    |
| 1. 9. – 30. 11.   | kachna divoká, polák velký, polák chocholačka*                 |
| 1. 9. – 30. 11.   | lyska černá                                                    |
| 16. 10. – 31. 12. | perlička obecná                                                |
| 1. 8. – 31. 10.   | holub hřivnáč                                                  |
| 16. 10. – 15. 2.  | hrdlička zahradní                                              |
| 1. 7. – 28. 2.    | straka obecná                                                  |
| 1. 7. – 28. 2.    | vrána obecná                                                   |